# 기승장구
기승장구(騎乘裝具, Light horse)는 경주 기승시 기수가 착용하거나 말에 장착시키는 기수복, 안장, 채찍, 차안대(눈가리개) 등의 각종 장비를 말한다.

## 채찍 (WHIP(=BAT, CROP, STICK))
동물 특히 말을 길들이고 훈련시키거나 경주시 자극을 주는데 사용하는 회초리의 일종으로 용도에 따라 길이와 모양이 다양하다. 나무, 뼈, 플라스틱, 가죽, 섬유유리, 금속 혹은 합성된 재료로 만드는데 채찍 사용의 정도는 필요나 용도에 따라 규제를 받게 된다.

## 안장 (Saddle)
말의 등에 얹어서 사람이 타기 편하도록 가죽으로 만든 마구를 말한다.
용도별로 승마용 안장, 장애물용 안장, 경주용 안장, 조교용 안장으로 나뉘며, 중량별로는 1㎏, 1.5㎏, 2㎏로 각각 다르다(경주용 안장)
안장의 크기는 안장머리와 안장꼬리 끝 사이의 거리로 측정한다.
안장은 말의 등뼈가 기승자의 엉덩이를 찌르는 것을 막는 동시에 기승자의 무게를 말의 척추를 피해서 등에 골고루 분산시킨다. 안장은 트리(tree)라고 불리는 틀을 기초로 만들어진다. 안장을 안장걸이에 걸어서 보관하여 트리를 보호해야 한다. 트리가 부서지면 안장은 말을 다치게 하여 쓸모 없어진다. 가능한 한 가장 좋은 안장을 구입해야 한다. 가장 좋은 재질은 가죽이다. 부분적으로 섬유로 이루어지거나 화학섬유 재질인 것은 싸지만 오래가지 않는다. 중고품을 살 때는 트리와 바느질, 가죽의 수선상태를 확인해야 한다.
- 위치

안장은 말 등에 반드시 놓아 척추 위가 아니라 갈비뼈 위에 위치해야 한다. 가슴의 양 옆면이 이 부분에서 평행하기 때문에 안장의 위치를 고정하는데 도움이 된다.
- 안장의 종류

장애물, 마장마술 안장 및 일반용 안장 등 서로 다른 목적을 위한 여러 가지 종류의 안장이 있다. 서부용 안장은 카우보이의 신분을 나타내는 표시이므로 화려하고, 기승자 앞의 안장뿔은 올가미 밧줄이 걸릴 때의 무게를 견디기 위해 튼튼하고 무겁다.
- 안장머리 (POMMEL(≠CANTLE))

안장을 지웠을 때 말의 등성마루 부위에 씌워지는 안장의 우뚝 솟은 부분으로 종류에 따라서 그 위에 뿔모양의 손잡이가 달린 경우도 있다.
- 안장꼬리 (CANTLE(≠POMMEL))

안장의 뒷부분으로 기수가 앉는 자리 뒤쪽에 완만하게 올라가 있다
- 안장날개 (SADDLE FLAP )

안장의 일부분으로 말에 탔을 때 승마자의 양 허벅지가 닿는 부위로 안장의 종류에 따라 모양과 크기가 다양하다
- 안장고정대 (BREAST PLATE)

안장이 미끄러지지 않고 원래 자리에 고정될 수 있도록 말의 앞가슴에 두르는 끈으로 넓적한 가죽 또는 천으로 만들어진다.
- 안장깔개

양털, 인조털 또는 기포가 있는 고무 등을 안장모양으로 잘라 만들어 안장 밑에 깔아주는 것. 안장이 말등에 누르는 압력을 완화시키는 역할을 한다.
안장깔개는 안장의 밑면을 깨끗하게 유지할 수 있도록 하며 땀을 흡수한다. 안장깔개가 없으면 안장이 미끄러져 돌며 말등과 마찰을 일으킬 것이다. 재질은 다양한 소재로 만들어지나, 어떤 합성소재는 땀을 잘 흡수하지 않는다.
- 양털깔개

양털깔개는 일종의 덧댐 안장깔개로써 땀의 흡수와 말 등 보호의 목적으로 사용되며 대개 안장 모양으로 만들어진다. 잘 맞지 않거나 쿠션이 나쁜 안장을 위한 장비로 사용해서는 안된다. 그러한 안장은 교체 또는 수리해야 한다.
- 등자 (Stirrup) / 등자끈 (Stirrupleather)

등자는 안장의 부속장구 등 하나다. 기승시 승마자가 발을 집어넣어 디딜 수 있도록 만들어 놓은 “D”자형의 발 디딤쇠다. 등자끈은 등자쇠를 매달아 안장의 등자 고리에 부착해 등자의 높낮이를 조절할 수 있도록 한 가죽 끈이다.

## 차안대 (눈가면, Blinker)
가면 양쪽 눈 뒷부분에 컵 모양의 가죽 또는 고무재질을 부착해 경주마의 좌우 시야를 차단해 앞만 보고 달리도록 하는 경마 장구다. 뒤나 옆에서 다른 말이 따라 붙더라도 보이지 않게 하여 불안감 없이 앞만 보고 달리게 하는 효과가 있다. 따라서, 주위가 산만한 말이나 주변 물체의 움직임에 쉽게 흥분하는 말들이 주로 착용한다. 말이 나타내는 공포심이나 불안감 정도에 따라 눈가면에 부착하는 컵의 크기를 조절한다.

## 콧등굴레
콧등굴레는 말의 고개를 낮추기 위해 사용하는 보조장구이다. 선진외국에서는 많게는 경주에 출주하는 말의 40~50%가 콧등굴레를 사용하기도 한다.
사람과는 정반대로 말은 가까운 곳의 물체를 보기 위해 고개를 들며, 먼 곳의 물체를 보기 위해 고개를 숙인다. 이는 말의 눈이 해부학상‘비뚤어진 망막’으로 되어 있기 때문이다. 빛을 모아서 망막상에 초점을 맺기 위해서는 빛이 망막의 가장 적절한 곳으로 오도록 머리를 높이거나 낮추어야 한다. 즉 말은 가까운 곳의 물체를 보기 위해서는 머리를 들어 빛이 망막의 상부에 닿도록 해야 하며, 먼 곳의 물체를 보기 위해서는 머리를 낮추어 빛이 망막하부에 닿도록 해야 한다.
콧등굴레는 말의 눈 밑부분을 차단해 시야를 먼 곳으로 유도하는데 이렇게 하면 말의 고개는 자연스럽게 낮아지게 된다.

## 마르팅게일 (Martingale)
말이 머리를 들지 않고 올바르게 위치하도록 하기 위한 보조마구이다. 앞가슴으로부터 안장과 고삐에 연결한 가죽으로 된 띠인데 일반적으로 가죽끈으로 만들어져 있으며, 한쪽 끝은 앞다리 사이로 끼워 하복대에 묶으며, 나머지는 형태에 따라서 고삐, 코가죽끈 혹은 재갈에 직접 연결한다. 고정식(Standing), 유동식(Running), 아일랜드식(Irish) 세 가지가 있다.

## 납판 (Lead plate, Shade)
기수의 부담 중량을 조절하기 위하여 안장 밑에 넣는 납으로 된 판을 말한다.
기수가 부과된 중량보다 적게 나갈 때 부족분의 무게를 채우기 위해서 얹어진다. 특수한 안장 형태의 장구에 넣어져서 말에 실리는 것이 일반적이다.

## 같이 보기
- 마구